# Hans Leip
Hans Leip (ur. 22 września 1893 w Hamburgu, zm. 6 czerwca 1983 we Fruthwilen, Turgowia) – niemiecki pisarz.
Hans Leip był synem byłego marynarza i robotnika portowego w porcie w Hamburgu. Leip dorastał w Hamburgu. Od 1900 roku rozpoczął naukę w szkole podstawowej, a od 1905 roku pobierał nauki w seminarium. Od Wielkanocy w 1914 r. był nauczycielem w miejscowej szkole. 
Autor tekstu znanej niemieckiej pieśni Lili Marleen.